# دبليو. فرانك بلير
دبليو. فرانك بلير (بالإنجليزية: William Franklin Blair)‏ هو عالم زواحف أمريكي، ولد في 25 يونيو 1912 في مقاطعة ليبيرتي في الولايات المتحدة، وتوفي في 9 فبراير 1984 في أوستن في الولايات المتحدة.